# Saison 1 de Qui sera le prochain grand pâtissier ?
Vous pouvez aider à l'améliorer ou bien discuter des problèmes sur sa page de discussion.
- Il n'est pas vérifiable et peut contenir des informations totalement erronées. Il est fortement conseillé aux contributeurs d'étayer son contenu par des sources fiables. Sans cela, sa suppression pourrait être envisagée. (si vous venez d'apposer le bandeau, veuillez cliquer sur ce lien pour créer la discussion et en afficher les indications). (Marqué depuis juin 2024)
- Il peut contenir un travail inédit ou des déclarations non vérifiées. Vous pouvez l’améliorer en ajoutant des références. (Marqué depuis juin 2024)

- Archive Wikiwix
- Bing
- Cairn
- DuckDuckGo
- E. Universalis
- Gallica
- Google
- G. Books
- G. News
- G. Scholar
- Persée
- Qwant
- (zh) Baidu
- (ru) Yandex
- (wd) trouver des œuvres sur Wikidata

Vous pouvez aider à l'améliorer ou bien discuter des problèmes sur sa page de discussion.
- Il ne cite pas suffisamment ses sources. Vous pouvez indiquer les passages à sourcer avec {{référence nécessaire}} ou {{Référence souhaitée}}, et inclure les références utiles en les liant aux notes de bas de page. (Marqué depuis juin 2024)
- Son texte doit être wikifié : il ne correspond pas à la mise en forme Wikipédia (style, typographie, liens internes, liens entre les wikis, etc.). (Marqué depuis juin 2024)

- Archive Wikiwix
- Bing
- Cairn
- DuckDuckGo
- E. Universalis
- Gallica
- Google
- G. Books
- G. News
- G. Scholar
- Persée
- Qwant
- (zh) Baidu
- (ru) Yandex
- (wd) trouver des œuvres sur Wikidata

Qui sera le prochain grand pâtissier ? est une émission de télé réalité culinaire française spécialisée dans la pâtisserie, produit par Martange Productions et diffusée sur France 2.
Présentée par Virginie Guilhaume, la première saison a été diffusée tous les mardis du 2 juillet 2013 au 23 juillet 2013 à 20 h 45.
Elle a été tournée au mois de mars 2013 dans différents hauts lieux de la pâtisserie française, principalement à l'école Ferrandi, à Paris.

## Jury
| Juré                | Métier |
| ------------------- | --- |
| Christophe Michalak | Chef pâtissier de l'Hôtel Plaza Athénée à Paris et producteur d'émissions culinaires pour la télévision.                             |
| Christophe Adam     | Chef pâtissier spécialiste du snacking dans ses pâtisseries Adam's et l'Éclair de Génie. Ancien chef pâtissier de la maison Fauchon. |
| Pierre Marcolini    | Chef chocolatier dans ses propres boutiques dans le monde entier.                                                                    |
| Philippe Urraca     | Chef pâtissier dans ses propres boutiques. Meilleur ouvrier de France et président des Meilleurs Ouvriers de France en pâtisserie.   |

## Candidats
| Candidats          | Âge         | Expérience           | Métier                                                            | Date d'élimination          | Résultat |
| ------------------ | ----------- | -------------------- | ----------------------------------------------------------------- | --------------------------- | -------- |
| Audrey Gellet      | 28 ans      | 5 ans de pâtisserie  | Pâtissière et formatrice en école hôtelière                       | Gagnante                    | 1re      |
| Yann Menguy        | 27 ans      | 11 ans de pâtisserie | Chef pâtissier d'un restaurant gastronomique                      | Éliminé le 23 juillet 2013  | 2e       |
| Amaury Guichon     | 21 ans      | 6 ans de pâtisserie  | Responsable recherche et développement dans une grande pâtisserie | Éliminé le 23 juillet 2013  | 3e       |
| Yvan Chevalier     | 22 - 23 ans | 7 ans de pâtisserie  | Responsable chocolatier dans une grande pâtisserie-chocolaterie   | Éliminé le 16 juillet 2013  | 4e       |
| Camille Pailleau   | 19 ans      | 5 ans de pâtisserie  | Demi-chef de partie dans un hôtel 5* à Paris                      | Éliminée le 16 juillet 2013 | 5e       |
| Brahim Mechemache  | 28 ans      | 10 ans de pâtisserie | Chef pâtissier                                                    | Éliminé le 16 juillet 2013  | 5e       |
| Camille Lecointre  | 22 ans      | 7 ans de pâtisserie  | Chef pâtissier d'un restaurant 2*                                 | Éliminé le 9 juillet 2013   | 7e       |
| Sébastien Trudelle | 30 ans      | 15 ans de pâtisserie | Chef pâtissier chez Darcis (Belgique) et de sa propre boutique    | Éliminé le 9 juillet 2013   | 7e       |
| Denis Demarck      | 21 ans      | 6 ans de pâtisserie  | Pâtissier en restaurant gastronomique                             | Éliminé le 9 juillet 2013   | 9e       |
| Matthieu Bijou     | 28 ans      | 12 ans de pâtisserie | Chef pâtissier d'un grand restaurant parisien                     | Éliminé le 2 juillet 2013   | 10e      |

## Émissions

### Émission du 2 juillet 2013

#### Première épreuve
La première épreuve est intitulée : Si vous étiez un dessert, vous seriez… ?. L'épreuve se déroule à l'école Ferrandi, à Paris. Cette épreuve a pour but de découvrir la personnalité et la technique des 10 candidats, les 2 candidats les moins convaincants seront envoyés en épreuve éliminatoire.
Les desserts réalisés sont les suivants :
- Amaury - Saint-Honoré à ma façon
- Audrey - Flower Power
- Brahim - Frappé comme un citron
- Camille L. - Précision chocolatée, ambitieux passion
- Camille P. - Framboise craquante
- Denis - Manga Galanga
- Matthieu - Mon bijou
- Sébastien - Sémoi
- Yann - C'est pour ma Pom !
- Yvan - L'élégance

Denis, qui s'est blessé pendant l'épreuve, a perdu une demi-heure du temps et a réussi à se qualifier.
Les deux candidats les moins convaincants de cette épreuve sont Matthieu et Camille L.

#### Première épreuve: Épreuve éliminatoire
Seuls les 2 candidats non retenus à la première épreuve vont s'affronter lors de cette épreuve éliminatoire qui consistera en la réinterprétation de la tourtière du Lot-et-Garonne.
Les desserts réalisés sont les suivants :
- Camille L. - La tourtière exotique
- Matthieu - Madame la tourtière

Le jury déguste les desserts à l'aveugle et décide que c'est Madame la tourtière qui est le moins bon. Matthieu est donc le premier éliminé.

#### Première formation
Les neuf pâtissiers en compétition sont groupés par trois et vont partir en formation chez trois grands chefs pâtissiers.
- Amaury, Audrey et Camille L. vont chez Alain Chartier à Vannes pour perfectionner leur maitrise de la pâtisserie glacée.
- Brahim, Sébastien et Yvan subissent les contraintes du dessert à l'assiette et du service à la minute avec Claire Heitzler dans le grand restaurant Lasserre à Paris.
- Camille P., Denis et Yann partent à Val d'Isère chez Patrick Chevallot dans une boutique de pâtisserie et doivent livrer en temps et en heure un restaurant d'altitude.

Dans chaque équipe, le pâtissier le moins convaincant sera mis en ballottage et jouera sa place dans le concours lors de la première épreuve du 9 juillet.
Les pâtissiers en ballottage sont Amaury, Brahim et Denis.

### Émission du 9 juillet 2013

#### Première formation: Épreuve éliminatoire
Cette épreuve est centrée sur la crème chantilly. Les trois candidats mis en ballotage la semaine précédente doivent préparer un entremets et un dessert glacé avec la crème Chantilly comme élément central. Ils seront aidés de leurs deux collègues pâtissiers de formation dans cette épreuve. Le pâtissier le moins convaincant sera éliminé du concours.
Les desserts réalisés sont les suivants :
- Amaury - Dans l'esprit d'un vacherin et Quand le classique rencontre l'exotisme
- Brahim - Boule de neige et dame fruits rouges et Sacrilège chocolat, framboise et chantilly
- Denis - Baba hérissonné et L'amertume savoyarde

Le jury déguste les desserts à l'aveugle et ce sont les desserts de Denis qui ne les ont pas convaincus. Denis est donc éliminé.

#### Deuxième formation
Les huit pâtissiers vont aller en formation chez 2 grands pâtissiers. Deux groupes de quatre candidats sont constitués et les deux candidats les moins convaincants de chaque groupe seront envoyés en épreuve éliminatoire.
- Audrey, Camille L., Yvan et Sébastien doivent devenir des membres à part entière de la brigade d'Eddie Benghanem dans son restaurant de Versailles et assurer le service du soir et le brunch.
- Camille P., Amaury, Brahim et Yann vont à Lyon chez Sébastien Bouillet et doivent réaliser un dessert à partager, déclinable en individuel. En vue d'une réception, les candidats doivent ensuite présenter un buffet de 400 mignardises.

Les pâtissiers convoqués en épreuve éliminatoire sont Camille L. et Sébastien dans le groupe 1 et Brahim et Camille P. dans le groupe 2.

#### Deuxième formation: Épreuve éliminatoire
Cette épreuve éliminatoire est l'épreuve spéciale du juré Pierre Marcolini et se déroule à Disneyland Paris. Le but est, par paires de deux[style à revoir], de réaliser un buffet à base de chocolat pour des enfants. Dans l’épicerie qui est mise à la disposition des candidats, il n’y a pas de sucre raffiné. Ils vont donc devoir trouver une idée pour le remplacer dans leurs préparations.
Les binômes sont les mêmes que les nommés de l'épreuve précédente c'est-à-dire :
- Camille L. et Sébastien
- Brahim et Camille P.

Le binôme le moins convaincant sera éliminé.
Le jury choisit d'éliminer le binôme Camille L. et Sébastien, Pierre Marcolini ayant un devoir de réserve ayant assisté à l'épreuve.

### Émission du 16 juillet 2013

#### Première épreuve
Pour cette épreuve, ce n'est pas le jury qui va juger les créations des pâtissier mais un couple de futurs mariés puisque les candidats vont devoir réaliser un Wedding Cake dans un temps très serré de 5 heures. Le pâtissier ayant réalisé le gâteau préféré par le couple se retrouvé immunisé pour l'épreuve suivante. L'épreuve a lieu une fois de plus à l'école Ferrandi à Paris.
Le candidat désigné par le couple est Yvan qui est donc dispensé de l'épreuve suivante.

#### Première épreuve: Épreuve éliminatoire
Pour cette épreuve éliminatoire, le concours accueille Philippe Conticini, célèbre pâtissier français à la renommée internationale. Les pâtissiers se retrouvent à Aix-en-Provence pour travailler autour du Calisson d'Aix. Les candidats doivent réinterpréter le calisson tout en conservant son goût particulier. Sur les cinq candidats qui s'affrontent, deux d'entre eux seront éliminés. Ils sont aidés tout au long de l'épreuve par Philippe Conticini.
Les desserts réalisés sont les suivants :
- Amaury - Infiniment calisson
- Audrey - Comme un calisson
- Brahim - La calisse-tarte
- Camille P. - Le kum-calisson
- Yann - A califourchon

Le jury et Philippe Conticini participent à la dégustation mais seul le jury peut juger à l'aveugle des réalisations des candidats. C'est Brahim et Camille P. qui sont éliminés du concours.

#### Troisième formation
Deux groupes de 2 candidats sont formés pour cette troisième épreuve. Chaque groupe va partir en formation chez un grand nom de la pâtisserie française.
- Amaury et Yann doivent convaincre le chef Laurent Jeannin en réalisant un dessert à l'assiette autour de la fraise. Le lendemain, ils participent au service et montent les très complexes desserts de l'hôtel Bristol, à Paris.
- Audrey et Yvan sont invités à participer à la créativité culinaire de Jean-François Foucher, dans sa pâtisserie de Cherbourg. Après avoir fait leurs emplettes dans un marché local, ils doivent inventer un dessert qui marie un fruit et un légume.

Les 2 hôtes sont appelés à faire leur choix concernant les candidats qu'ils ont jugés les moins convaincants lors de ces deux jours de formation. Laurent Jeannin désigne Amaury et Jean-François Foucher désigne Yvan.

#### Troisième formation: épreuve éliminatoire
Lors de cette épreuve, les 2 candidats désignés par les chefs formateurs sont en épreuve éliminatoire.
Cette épreuve, pensée par le juré Christophe Adam, va être de transformer une pâtisserie traditionnelle en une pâtisserie qui réponde aux critères du snacking, à savoir la facilité à manger et à transporter le dessert.
Ils devront fabriquer 20 réinterprétations du Paris-Brest et 20 réinterprétations du dessert de leur choix. L'épreuve a lieu à La Garenne-Colombes, dans la pâtisserie de Nicolas Bernardé, meilleur ouvrier de France. À la fin de l'épreuve, les pâtisseries sont offertes au public en gare de Bécon-les-Bruyères.
Les desserts réalisés sont les suivants :
- Amaury - le Paris-Brest et le Mont-Blanc
- Yvan - le Paris-Brest et la tarte aux fraises

Le jury se concerte sans Christophe Adam qui a assisté les candidats lors de l'épreuve et décide d'éliminer Yvan.

### Émission du 23 juillet 2013: Finale

#### Épreuve éliminatoire
La première épreuve de la finale est une épreuve éliminatoire.
Les candidats doivent créer leur propre boutique éphémère de pâtisseries.
Les trois candidats encore en course ont cinq heures pour préparer quatre types de pâtisseries différentes.
À la fin de l'épreuve, Audrey n'a réussi qu'à réaliser trois pâtisseries sur quatre.
Les candidats vont ensuite installer leurs pâtisseries dans leur boutique ouverte au public.
Yann est félicité par le jury.
Après des discussions avec le public, le jury décide d'éliminer Amaury.
Yann et Audrey sont donc qualifiés pour le face-à-face final.

#### Le face-à-face
Les deux derniers candidats doivent maintenant s'affronter avec trois épreuves de face-à-face.
Aux 2 premières épreuves, chaque juré peut donner de 0 à 5 points selon son appréciation sur le résultat.
Lors de la dernière épreuve, les jurés peuvent donner chacun de 0 à 10 points.

##### Première épreuve en face-à-face
Le premier face-à-face, épreuve spéciale de Christophe Michalak, consiste à revisiter la tarte de Saint-Tropez, mais les candidats doivent la réaliser au mètre, c'est-à-dire tout en longueur, en 5 heures.
À la fin, Audrey marque 14 points et Yann 13.

##### Deuxième épreuve en face-à-face
La deuxième épreuve, de Philippe Urraca, consiste à créer une pièce artistique en chocolat et en sucre dans un temps de 7 heures.
Audrey n'a exclusivement utilisé que du chocolat, contrairement à Yann qui a utilisé du sucre pour quelques détails.
Les deux candidats marquent tous les deux 14 points dans cette épreuve.
Audrey a donc un point d'avance (28 points contre 27) pour l'ultime face-à-face.

##### Dernière épreuve en face-à-face
Pour l'ultime face-à-face, les deux candidats ont 2 commis pour réaliser un buffet de prestige.
Dans la salle d'exposition, les candidats éliminés, les grands chefs pâtissiers français et les familles des finalistes les ont rejoints.
Tout le monde goûte au buffet mais ce sont les jurés qui décident du gagnant chacun de leur côté.

##### Les résultats
Pour l'annonce des résultats, les candidats et les jurés se sont retrouvés à l'aéroport d'Orly.
Pour 61 points contre 56, Audrey remporte la première saison du concours.
Elle gagne ainsi un tour du monde des chefs pâtissiers ainsi que l'édition d'un livre de recettes.

## Audiences
| Épisode No | Date de diffusion     | Audience moyenne          | Audience moyenne | Références |
| Épisode No | Date de diffusion     | Nombre de téléspectateurs | PDM              | Références |
| ---------- | --------------------- | ------------------------- | ---------------- | ---------- |
| 1          | Mardi 2 juillet 2013  | 2 825 000                 | 12,6 %           | [ 2 ]      |
| 2          | Mardi 9 juillet 2013  | 2 741 000                 | 13,1 %           | [ 3 ]      |
| 3          | Mardi 16 juillet 2013 | 2 975 000                 | 15,3 %           | [ 4 ]      |
| 4          | Mardi 23 juillet 2013 | 3 211 000                 | 16,9 %           | [ 5 ]      |

Légende :
- Les plus hauts chiffres d'audience
- Les plus bas chiffres d'audience

## Voir Aussi